# 巴哈马护照
巴哈马护照是巴哈马政府發給巴哈马公民供其出入國（边）境和在國（境）外旅行或居留時證明其國籍和身份的旅行證件。
虽然巴哈马是加勒比共同体的正式成員之一，然而其护照並沒有依照加勒比共同体护照標準加上組織徵章和名稱識別，同樣為有關組織的成員國卻沒有在護照上加上識別的另有海地護照和蒙塞拉特島護照。
根据2025年1月8日发布的亨利护照指数，巴哈马护照可免签证、落地签证或电子签证入境161个国家和地区，位居世界第22。